# Pflegeleitbild
Ein Pflegeleitbild definiert die Grundidee und Pflegephilosophie der Pflege innerhalb eines Unternehmens in der Pflege. Dies richtet sich an Mitarbeiter, Patienten (oder Bewohner/Kunden) und Außenstehende. Das Leitbild beschreibt die Wertvorstellung, die ethische Grundhaltung und Einstellungen nach denen die professionelle Pflege handeln soll. Das soll dazu beitragen die unterschiedlichen Ansätze der einzelnen Pflegenden auf eine gemeinsame Grundlage des pflegerischen Handelns zu stellen. Häufig wird dabei auf das der Pflege zugrundeliegende Pflegemodell oder -theorie verwiesen. Das Leitbild dokumentiert damit die Unternehmenskultur.
Inhalt eines Pflegeleitbildes sind z. B.
- Menschenbild
- Pflegeparadigma (Mensch, Umgebung, Krankheit/Gesundheit, Pflege)

- Pflegeprozess

- Pflegeethik

- Wirtschaft

- Ökologie

- Teamarbeit

- Zusammenarbeit mit Angehörigen